# Naufrage du Dalni Vostok
Le naufrage du Dalni Vostok, un navire-usine russe construit en 1989, s'est produit le 1er avril 2015 (UTC) en mer d'Okhotsk. Le navire a coulé en une quinzaine de minutes, sans avoir émis d'appel d'urgence. Les premiers bilans faisaient état de 56 morts et 13 disparus parmi les 132 membres de l'équipage.

## Caractéristiques du navire
Le Dalni Vostok (en russe : Дальний Восток, Dalni Vostok) est un chalutier-congélateur russe construit en 1989 sous le nom de Stende et immatriculé sous le numéro IMO 8730429.
Le navire faisait partie d'un total de 113 unités comptant des séries de chalutiers-congélateurs du type Pulkovskiy Meridian (Projet-1288), qui ont été construits de 1974 à 2011 par le chantier naval de la mer Noire à Mykolaïv.
En 1992, le navire a été transféré à la JSC Baltic Marine Fishing Company de Riga, sous pavillon Saint-Christophe-et-Niévès et y est resté sous son nom de construction jusqu'à la fin de 2014. En 2015, le navire-usine appartenait à la société Magellan, basée à Nevelsk, un port de l'île de Sakhaline.
Le chalutier, de 4 407 tonneaux de jauge brute, pesant 5 700 tonnes et long de 104 mètres,, était entraîné par deux moteurs diesel six cylindres à quatre temps du type 6PC2-5L-400, construits sous licence Pielstick par Russkiy à Léningrad , qui agissent sur une hélice à pas variable via un réducteur. Chacun des deux moteurs principaux produisait 2 576 kW pour une vitesse de 16 nœuds. Deux générateurs de 1 600 kW chacun et trois générateurs de 200 kW chacun avaient été installés pour l'alimentation en énergie. La coque du navire était renforcée pour la glace.
Le chalutier ne doit pas être confondu avec le Dalni Vostok IMO 5085653, construit en 1963. Un Dalni Vostok a été l'un des navires ciblés par la campagne de Greenpeace contre la chasse à la baleine dans le Pacifique nord en 1975.

## Accident et sauvetage
Le naufrage du Dalni Vostok s'est produit le 2 avril 2015 à 6 heures 30 (heure locale) en mer d'Okhotsk, à l'ouest de la péninsule du Kamtchatka, dans l'Extrême-Orient russe. Le chalutier a sombré en 15 minutes, sans avoir lancé d'appel d'urgence. L'équipage comptait 132 membres : 78 Russes et 64 étrangers.
| Pays     | Nombre de marins |
| -------- | ---------------- |
| Russie   | 78               |
| Birmanie | 42               |
| Vanuatu  | 5                |
| Ukraine  | 4                |
| Lettonie | 3                |

Le 3 avril, le bilan des opérations de sauvetage, qui ont mobilisé environ 1 300 personnes, 26 navires de pêche et un hélicoptère, s'établissait à 56 morts confirmés, 63 rescapés et 13 disparus. Neuf des marins secourus étaient dans un état critique, d'autres inconscients ou en état de choc. Ils avaient subi une forte hypothermie, due à une température de l'eau proche de zéro degré.

## Enquête et procès
Le 20 novembre 2017, le tribunal de Ioujno-Sakhalinsk, s'appuyant sur les résultats de l'enquête, a déclaré les dirigeants de la société Magellan et les fonctionnaires mis en cause, coupables du naufrage du Dalni Vostok. Ils ont été condamnés à des peines allant de cinq ans et huit mois à six ans et demi de prison. 